# Eufriesea mexicana
Eufriesea mexicana là một loài Hymenoptera trong họ Apidae. Loài này được Mocsáry mô tả khoa học năm 1897.